# Giovanni Battista Reali
Giovanni Battista Reali (* 1681 in Venedig; † 1751) war ein italienischer Violinist, Komponist und Kapellmeister.

## Leben
Giovanni Battista Reali hat nur wenige Spuren in der Musikgeschichte hinterlassen. Er begann seine Laufbahn in Venedig, wo er zuerst als Musiklehrer tätig war. 1709 veröffentlichte er dort seine Triosonaten op. 1, bestehend aus Capricci und Sonaten für 2 Violinen und Bass, die er Arcangelo Corelli widmete. Aus dieser Sammlung werden häufig die Folia-Variationen gespielt. Kurze Zeit später gingen, ebenfalls in Venedig, seine 12 Sonaten für Violine und Bass op. 2 in Druck. Schon 1712 erschien bei Estienne Roger in Amsterdam ein Nachdruck. Im Januar 1711 ist er als Geiger im Orchester des venezianischen Teatro San Moisè nachgewiesen, dort wurde 1727 sein Melodrama Il regno galante nach einem Libretto von Michelangelo Boccardo aufgeführt.
1727 wurde Reali Kapellmeister beim Herzog von Guastalla, hiernach verlieren sich seine Spuren.